# Бірсуатська сільська адміністрація
Бірсуа́тська сільська адміністрація (каз. Бірсуат ауылдық әкімдігі, рос. Бирсуатская сельская администрация) — адміністративна одиниця у складі Жаркаїнського району Акмолинської області Казахстану. Адміністративний центр та єдиний населений пункт — село Бірсуат.
Населення — 306 осіб (2021; 632 у 2009, 712 у 1999, 1466 у 1989).
Станом на 1989 рік існували Комсомольська сільська рада (селище Зерноградський), Фурмановська сільська рада (село Бірсуат) та Чапаєвська сільська рада (село Чапаєво) колишнього Жанадалинського району. 1993 року Комсомольська, Фурмановська та Чапаєвська сільради утворили Бірсуатський сільський округ. 2000 року зі складу Бірсуатського сільського округу виділено Зерноградський сільський округ. Село Балуанколь було ліквідоване 2005 року. 2013 року Бірсуатський сільський округ перетворено в сільську адміністрацію.

## Склад
До складу адміністрації входять такі населені пункти:
| Населений пункт  | Колишні назви | Населення, осіб (1989) | Населення, осіб (1999) | Населення, осіб (2009) | Населення, осіб (2021) |
| ---------------- | ------------- | ---------------------- | ---------------------- | ---------------------- | ---------------------- |
| Балуанколь, село | Чапаєво       | 481                    | 12                     | -                      |                        |
| Бірсуат, село    | -             | 985                    | 700                    | 632                    | 306                    |